# Magyar junior női kézilabda-válogatott
A magyar junior női kézilabda-válogatott Magyarország 19 éven aluli női kézilabda-válogatottja, amelyet a Magyar Kézilabda Szövetség irányít. 2018-ban világbajnokságot nyertek, 2001-ben, 2003-ban és 2022-ben ezüstérmesek. 2019-ben és 2021-ben Európa-bajnoki aranyérmesek, 2002-ben, 2009-ben és 2013-ban ezüstérmesek.

## Eredmények

### Junior női kézilabda-világbajnokság
| Junior női kézilabda-világbajnokságon nyújtott teljesítmény | Junior női kézilabda-világbajnokságon nyújtott teljesítmény | Junior női kézilabda-világbajnokságon nyújtott teljesítmény | Junior női kézilabda-világbajnokságon nyújtott teljesítmény | Junior női kézilabda-világbajnokságon nyújtott teljesítmény | Junior női kézilabda-világbajnokságon nyújtott teljesítmény | Junior női kézilabda-világbajnokságon nyújtott teljesítmény | Junior női kézilabda-világbajnokságon nyújtott teljesítmény | Junior női kézilabda-világbajnokságon nyújtott teljesítmény | Junior női kézilabda-világbajnokságon nyújtott teljesítmény |               |
| Év                                                          | Forduló                                                     | Helyezés                                                    | M                                                           | Gy                                                          | D                                                           | V                                                           | G+                                                          | G-                                                          | Gk                                                          |               |
| ----------------------------------------------------------- | ----------------------------------------------------------- | ----------------------------------------------------------- | ----------------------------------------------------------- | ----------------------------------------------------------- | ----------------------------------------------------------- | ----------------------------------------------------------- | ----------------------------------------------------------- | ----------------------------------------------------------- | ----------------------------------------------------------- | ------------- |
| 1977                                                        |                                                             | 6. hely                                                     |                                                             |                                                             |                                                             |                                                             |                                                             |                                                             |                                                             |               |
| 1979                                                        |                                                             | 4. hely                                                     |                                                             |                                                             |                                                             |                                                             |                                                             |                                                             |                                                             |               |
| 1981                                                        | Nem jutott ki                                               | Nem jutott ki                                               | Nem jutott ki                                               | Nem jutott ki                                               | Nem jutott ki                                               | Nem jutott ki                                               | Nem jutott ki                                               | Nem jutott ki                                               | Nem jutott ki                                               | Nem jutott ki |
| 1983                                                        | Nem jutott ki                                               | Nem jutott ki                                               | Nem jutott ki                                               | Nem jutott ki                                               | Nem jutott ki                                               | Nem jutott ki                                               | Nem jutott ki                                               | Nem jutott ki                                               | Nem jutott ki                                               | Nem jutott ki |
| 1985                                                        | Nem jutott ki                                               | Nem jutott ki                                               | Nem jutott ki                                               | Nem jutott ki                                               | Nem jutott ki                                               | Nem jutott ki                                               | Nem jutott ki                                               | Nem jutott ki                                               | Nem jutott ki                                               | Nem jutott ki |
| 1987                                                        | Nem jutott ki                                               | Nem jutott ki                                               | Nem jutott ki                                               | Nem jutott ki                                               | Nem jutott ki                                               | Nem jutott ki                                               | Nem jutott ki                                               | Nem jutott ki                                               | Nem jutott ki                                               | Nem jutott ki |
| 1989                                                        | Nem jutott ki                                               | Nem jutott ki                                               | Nem jutott ki                                               | Nem jutott ki                                               | Nem jutott ki                                               | Nem jutott ki                                               | Nem jutott ki                                               | Nem jutott ki                                               | Nem jutott ki                                               | Nem jutott ki |
| 1991                                                        | Nem jutott ki                                               | Nem jutott ki                                               | Nem jutott ki                                               | Nem jutott ki                                               | Nem jutott ki                                               | Nem jutott ki                                               | Nem jutott ki                                               | Nem jutott ki                                               | Nem jutott ki                                               | Nem jutott ki |
| 1993                                                        | Nem jutott ki                                               | Nem jutott ki                                               | Nem jutott ki                                               | Nem jutott ki                                               | Nem jutott ki                                               | Nem jutott ki                                               | Nem jutott ki                                               | Nem jutott ki                                               | Nem jutott ki                                               | Nem jutott ki |
| 1995                                                        | Nem jutott ki                                               | Nem jutott ki                                               | Nem jutott ki                                               | Nem jutott ki                                               | Nem jutott ki                                               | Nem jutott ki                                               | Nem jutott ki                                               | Nem jutott ki                                               | Nem jutott ki                                               | Nem jutott ki |
| 1997                                                        |                                                             | 10. hely                                                    |                                                             |                                                             |                                                             |                                                             |                                                             |                                                             |                                                             |               |
| 1999                                                        |                                                             | 4. hely                                                     |                                                             |                                                             |                                                             |                                                             |                                                             |                                                             |                                                             |               |
| 2001                                                        | döntő                                                       | Ezüst                                                       |                                                             |                                                             |                                                             |                                                             |                                                             |                                                             |                                                             |               |
| 2003                                                        | döntő                                                       | Ezüst                                                       |                                                             |                                                             |                                                             |                                                             |                                                             |                                                             |                                                             |               |
| 2005                                                        |                                                             | 4. hely                                                     |                                                             |                                                             |                                                             |                                                             |                                                             |                                                             |                                                             |               |
| 2008                                                        |                                                             | 5. hely                                                     |                                                             |                                                             |                                                             |                                                             |                                                             |                                                             |                                                             |               |
| 2010                                                        |                                                             | 5. hely                                                     |                                                             |                                                             |                                                             |                                                             |                                                             |                                                             |                                                             |               |
| 2012                                                        |                                                             | Bronz                                                       |                                                             |                                                             |                                                             |                                                             |                                                             |                                                             |                                                             |               |
| 2014                                                        |                                                             | 7. hely                                                     |                                                             |                                                             |                                                             |                                                             |                                                             |                                                             |                                                             |               |
| 2016                                                        |                                                             | 10. hely                                                    |                                                             |                                                             |                                                             |                                                             |                                                             |                                                             |                                                             |               |
| 2018                                                        | bajnokok                                                    | Arany                                                       |                                                             |                                                             |                                                             |                                                             |                                                             |                                                             |                                                             |               |
| 2022                                                        | döntő                                                       | Ezüst                                                       |                                                             |                                                             |                                                             |                                                             |                                                             |                                                             |                                                             |               |
| 2024                                                        | döntő                                                       | Ezüst                                                       |                                                             |                                                             |                                                             |                                                             |                                                             |                                                             |                                                             |               |
| Összesen                                                    | 15 / 23                                                     | 1 bajnoki cím                                               |                                                             |                                                             |                                                             |                                                             |                                                             |                                                             |                                                             |               |

### Női U19-es kézilabda-Európa-bajnokság
| Junior női kézilabda-Európa-bajnokságon nyújtott teljesítmény | Junior női kézilabda-Európa-bajnokságon nyújtott teljesítmény | Junior női kézilabda-Európa-bajnokságon nyújtott teljesítmény | Junior női kézilabda-Európa-bajnokságon nyújtott teljesítmény | Junior női kézilabda-Európa-bajnokságon nyújtott teljesítmény | Junior női kézilabda-Európa-bajnokságon nyújtott teljesítmény | Junior női kézilabda-Európa-bajnokságon nyújtott teljesítmény | Junior női kézilabda-Európa-bajnokságon nyújtott teljesítmény | Junior női kézilabda-Európa-bajnokságon nyújtott teljesítmény | Junior női kézilabda-Európa-bajnokságon nyújtott teljesítmény |               |
| Év                                                            | Forduló                                                       | Helyezés                                                      | M                                                             | Gy                                                            | D                                                             | V                                                             | G+                                                            | G-                                                            | Gk                                                            |               |
| ------------------------------------------------------------- | ------------------------------------------------------------- | ------------------------------------------------------------- | ------------------------------------------------------------- | ------------------------------------------------------------- | ------------------------------------------------------------- | ------------------------------------------------------------- | ------------------------------------------------------------- | ------------------------------------------------------------- | ------------------------------------------------------------- | ------------- |
| 1996                                                          | Nem jutott ki                                                 | Nem jutott ki                                                 | Nem jutott ki                                                 | Nem jutott ki                                                 | Nem jutott ki                                                 | Nem jutott ki                                                 | Nem jutott ki                                                 | Nem jutott ki                                                 | Nem jutott ki                                                 | Nem jutott ki |
| 1998                                                          |                                                               | 6. hely                                                       |                                                               |                                                               |                                                               |                                                               |                                                               |                                                               |                                                               |               |
| 2000                                                          |                                                               | 8. hely                                                       |                                                               |                                                               |                                                               |                                                               |                                                               |                                                               |                                                               |               |
| 2002                                                          | döntő                                                         | Ezüst                                                         |                                                               |                                                               |                                                               |                                                               |                                                               |                                                               |                                                               |               |
| 2004                                                          | Nem jutott ki                                                 | Nem jutott ki                                                 | Nem jutott ki                                                 | Nem jutott ki                                                 | Nem jutott ki                                                 | Nem jutott ki                                                 | Nem jutott ki                                                 | Nem jutott ki                                                 | Nem jutott ki                                                 | Nem jutott ki |
| 2007                                                          |                                                               | 8. hely                                                       |                                                               |                                                               |                                                               |                                                               |                                                               |                                                               |                                                               |               |
| 2009                                                          | döntő                                                         | Ezüst                                                         |                                                               |                                                               |                                                               |                                                               |                                                               |                                                               |                                                               |               |
| 2011                                                          |                                                               | 14. hely                                                      |                                                               |                                                               |                                                               |                                                               |                                                               |                                                               |                                                               |               |
| 2013                                                          | döntő                                                         | Ezüst                                                         |                                                               |                                                               |                                                               |                                                               |                                                               |                                                               |                                                               |               |
| 2015                                                          |                                                               | 4. hely                                                       |                                                               |                                                               |                                                               |                                                               |                                                               |                                                               |                                                               |               |
| 2017                                                          |                                                               | 4. hely                                                       |                                                               |                                                               |                                                               |                                                               |                                                               |                                                               |                                                               |               |
| 2019                                                          |                                                               | Győztes                                                       |                                                               |                                                               |                                                               |                                                               |                                                               |                                                               |                                                               |               |
| 2021                                                          |                                                               | Győztes                                                       |                                                               |                                                               |                                                               |                                                               |                                                               |                                                               |                                                               |               |
| 2023                                                          |                                                               | Győztes                                                       |                                                               |                                                               |                                                               |                                                               |                                                               |                                                               |                                                               |               |
| Összesen                                                      | 12 / 14                                                       | 3 bajnoki cím                                                 |                                                               |                                                               |                                                               |                                                               |                                                               |                                                               |                                                               |               |

## Keretek

### Világbajnokság
| Világbajnokság         | Helyezés | Szövetségi kapitány | A magyar válogatott tagjai |
| ---------------------- | -------- | ------------------- | --- |
| 1977, Románia          | 6.       | Berendi József      | Azari Tünde, Barna Katalin, Bjelik Ilona, Csehi Edit, Guttyán Ágnes, Gyöngyösi Ibolya, Huj Elvira, Kobilik Zsuzsa, Lantos Tünde, Oláh Mária, Oszvald Magdolna, Rácz Éva, Rácz Mariann, Sáfi Márta, Strasszer Mária                                                     |
| 1979, Pristina         | 4.       |                     | Azari Éva, Gombai Katalin, Gyöngyösi Ibolya, György Anna, Jakab Gabriella, Kobilik Zsuzsa, Keczkóné Sipos Anikó, Konti Judit, Nagy A, Nemere Tünde, Nyári Zsuzsa, Orbán Csilla, Oszvald Magdolna, Rácz Éva, Rácz Mariann, Szabó Erzsébet, Tóth Edit                    |
| 1997, Elefántcsontpart | 10.      | Berendi Antal       | Becz Marianna, Brigovácz Nikolette, Ferling Bernadett, Kenyeres Fanny, Köbli Emese, Krista Enikő, Kurucz Orsolya, Lőwy Dóra, Nagy Krisztina, Németh Barbara, Orosz Krisztina, Pálinger Katalin, Siti Eszter, Sugár Tímea, Szilágyi Bea                                 |
| 1999, Kína             | 4.       | Kovács Péter        | Bartek Piroska, Benyáts Beatrix, Borbás Rita, Borkowska Katalin, Csíkos Judit, Hajdu Krisztina, Juhász Edina, Kindl Gabriella, Koroknai Viktória, Lancz Katalin, Lőw Andrea, Pőcze Judit, Rábai Edina, Szőke Szilvia, Szrnka Hortenzia, Turtóczky Ágnes                |
| 2001, Magyarország     | 2.       | Kovács Péter        | Berta Melinda, Bulath Anita, Gaál Adrienn, Gálhidi Zsuzsanna, Görbicz Anita, Jókai Nóra, Kári Horváth Renáta, Mehlmann Ibolya, Nagy Ivett, Őri Adrienn, Őri Cecília, Pastrovics Melinda, Petróczi Viktória, Szrnka Hortenzia, Tóth Mária, Vérten Orsolya               |
| 2003, Macedónia        | 2.       | Kovács László       | Blaskovits Adrienn, Bódi Bernadett, Bulath Anita, Herr Orsolya, Jenőfi Katalin, Juhász Gabriella, Kamper Olivia, Kári Horváth Renáta, Mörtel Renáta, Orosz Edina, Petróczi Viktória, Simon Orsolya, Sütő Marianna, Szabó Valéria, Szűcs Gabriella, Vincze Melinda      |
| 2005, Csehország       | 4.       | Mátéfi Eszter       | Balogh Barbara, Belső Anett, Bódi Bernadett, Csáki Viktória, Gerstmár Renáta, Hoffmann Kitti, Juhász Gabriella, Kamper Olivia, Király Annamária, Laluska Eszter, Sopronyi Anett, Szamoránsky Piroska, Tápai Szabina, Temes Bernadett, Tomori Zsuzsanna, Triffa Ágnes   |
| 2008, Macedónia        | 5.       | Róth Kálmán         | Dajka Bettina, Deáki Dóra, Drávai Gyöngyi, Fehér Viktória, Futaki Hajnalka, Gulya Krisztina, Hornyák Dóra, Horváth Bernadett, Kisfaludy Anett, Kovacsics Anikó, Léránt Vivien, Szőlősi Patrícia, Tamás Krisztina, Turcsányi Krisztina, Víg Vivien                      |
| 2018, Debrecen         | 1.       | Golovin Vlagyimir   | Binó Boglárka, Faluvégi Dorottya, Fodor Csenge, Giricz Laura, Háfra Noémi, Hlogyik Petra, Hornyák Bernadett, Horváth Laura, Kácsor Gréta, Klujber Katrin, Kuti Bettina, Lakatos Rita, Márton Gréta, Pásztor Noémi, Pénzes Laura, Suba Sára, Szabó Kitti, Tóvizi Petra  |
| 2022, Szlovénia        | 2.       | Kiss Szilárd        | Vámos Míra, Juhász Gréta, Kukely Anna, Mérai Maja, Kajdon Blanka, Farkas Johanna, Bukovszky Anna, Koronczai Petra, Vártok Tamara, Faragó Luca, Ballai Borbála, Besszer Borbála, Török Lilly, Mlinkó Zsófia, Zsigmond Panna, Kiss Zsófia, Ferenczy Diána, Christe Dalma |
| 2024, Észak-Macedónia  | 2.       | Szilágyi Zoltán     | Varga Emília, Csíkos Luca, Imre Szofi, Török Fanni, Panyi Krisztina, Csernyánszki Liliána, Vártok Tamara, Zaj Klára, Kovács Anikó, Gém Léna, Szabó Lili, Horváth Fanni, Lakatos Réka, Faragó Lea, Kövér Luca, Farkas Júlia, Gajdos Petra, Szabó Anna                   |

### Európa-bajnokság
| Európa-bajnokság    | Helyezés | Szövetségi kapitány                    | A magyar válogatott tagjai |
| ------------------- | -------- | -------------------------------------- | --- |
| 1998, Szlovákia     | 6.       | Berendi József                         | Bartek Piroska, Benyáts Beatrix, Borkowska Katalin, Császár Tímea, Csíkos Judit, Gaál Adrienn, Hajdu Krisztina, Juhász Edina, Kindl Gabriella, Lancz Katalin, Pőcze Judit, Pöltl Andrea, Szrnka Hortenzia, Turtóczky Ágnes                                                     |
| 2000, Franciaország | 8.       | Kovács Péter, Őri Péter                | Gaál Adrienn, Gálhidi Zsuzsanna, Görbicz Anita, Grezner Mónika, Jókai Nóra, Mehlmann Ibolya, Nagy Ivett, Őri Adrienn, Őri Cecília, Pastrovics Melinda, Petróczi Viktória, Povázsay Nóra, Szrnka Hortenzia, Varga Tímea, Vérten Orsolya                                         |
| 2002, Finnország    | 2.       | Kovács Péter, Feketéné Kovács Éva      | Blaskovits Adrienn, Bódi Bernadett, Bulath Anita, Herr Orsolya, Jenőfi Katalin, Kári Horváth Renáta, Kocsis Ágnes, Mörtel Renáta, Orosz Edina, Petróczi Viktória, Simon Orsolya, Szabó Valéria, Szórádi Katalin, Szűcs Gabriella, Tamaskovics Gabriella, Vincze Melinda        |
| 2007, Törökország   | 8.       | Hajdú János                            | Cifra Anita, Deáki Dóra, Drávai Gyöngyi, Emberovics Míra, Földes Kata, Futaki Hajnalka, Gerstmár Szilvia, Kazai Anita, Kolos Dorottya, Kószó Andrea, Kovács Adrienn, Kudor Kitti, Lévai Zsófia, Mayer Szabina, Tilinger Tamara, Trimmel Brigitta                               |
| 2009, Magyarország  | 2.       | Róth Kálmán, Danyi Gábor               | Dajka Bettina, Deáki Dóra, Drávai Gyöngyi, Hornyák Dóra, Horváth Bernadett, Hosszu Boglárka, Janurik Kinga, Kisfaludy Anett, Kovacsics Anikó, Léránt Vivien, Szalai Babett, Szögi Tímea, Tamás Krisztina, Turcsányi Krisztina, Víg Vivien, Zácsik Szandra                      |
| 2011, Hollandia     | 14.      | Gyurka János, Golovin Vlagyimir        | Gávai Szonja, Hornyák Dóra, Hrankai Regina, Kaiser Melitta, Klivinyi Kinga, Kopecz Barbara, Kovács Gréta, Kuhinkó Vivien, Kurucz Annamária, Palkó Fruzsina, Pásztor Bettina, Planéta Szimonetta, Schatzl Nadine, Siska Pálma, Such Nelli, Szekerczés Luca                      |
| 2013, Dánia         | 2.       | Hajdú János                            | Bárány Krisztina, Bíró Blanka, Buzsáki Nikolett, Ferenczi Annamária, Ivanics Dóra, Korsós Dorina, Kurucz Ivett, Lukács Viktória, Mészáros Rea, Schneider Éva, Sirián Szederke, Szekerczés Luca, Szemerey Zsófi, Szondi Zsófia, Tóth Gabriella, Virág Noémi, Walfisch Mercédesz |
| 2015, Spanyolország | 4.       | ifj. Kiss Szilárd, Papp György         | Bouti Fruzsina, Csala Anita, Diószegi Nikolett, Élő Beatrix, Faluvégi Dorottya, Ferenczy Fruzsina, Gercsó Nóra, Gerháth Fanni, Hámori Konszuéla, Hársfalvi Júlia, Horváth Petra, Kemény Dóra, Mistina Kitti, Monori Orsolya, Pásztor Noémi, Pintér Zsanett                     |
| 2017, Szlovénia     | 3.       | Hajdú János, Pigniczki Krisztina       | Bínó Boglárka, Faluvégi Dorottya, Fodor Csenge, Giricz Laura, Háfra Noémi, Hlogyik Petra, Hornyák Bernadett, Hudák Anette Emma, Klujber Katrin, Kuti Bettina, Márton Gréta, Pásztor Noémi, Román Dorina, Suba Sára, Szabó Kitti, Tóvizi Petra                                  |
| 2019, Magyarország  | 1.       | Golovin Vlagyimir, Pigniczki Krisztina | Herczeg Lili, Szabó Dóra, Arany Rebeka, Bánfai Kíra, Albek Anna, Pál Tamara, Tóth Nikolett, Kellermann Dóra, Simon Armilla, Zsiborás Luca, Kácsor Gréta, Vámos Petra, Szilovics Fanni, Kuczora Csenge, Schatzl Natalie, Stranigg Zsófia                                        |
| 2021, Szlovénia     | 1.       | ifj. Kiss Szilárd, Papp György         | Bukovszky Anna, Németh Kata, Zsigmond Panna, Pálffy Anna, Ferenczy Diána, Ballai Borbála, Farkas Johanna, Kajdon Blanka, Kukely Anna, Mlinkó Zsófia, Bánhidi Barbara, Faragó Luca, Világos Diána, Juhász Gréta, Koronczai Petra, Vámos Míra, Mérei Maja                        |
| 2023, Románia       | 1.       | Szilágyi Zoltán                        | Csernyánszki Liliána, Csíkos Luca, Farkas Júlia, Gém Léna, Imre Szofi, Kostyó Panni, Kovalcsik Bianka, Kövér Luca, Makó Zoé, Panyi Krisztina, Papp Dorka, Simon Petra, Szabó Anna, Szabó Lili, Varga Emília, Zaj Klára, Kurucz Aida                                            |